# 부치 무어
부치 무어(Butch Moore, 1938년 1월 10일 ~ 2001년 4월 3일)는 아일랜드의 가수이다. 유로비전 송 콘테스트 1965에서 아일랜드 대표로 참가했다.